# Ало, София, тук Букурещ
„Ало, София, тук Букурещ“ (на румънски: Alo, Sofia, aici București) е съвместна продукция на българската и румънската телевизия от 1971 г. на режисьора Хачо Бояджиев с участието на изпълнители от двете държави. Години след оригиналното си излъчване програмата е показана в съкратена версия в рубриката на БНТ „Ретро следобед“ на 7 ноември 2013 г.

## Участници
- Лили Иванова (България)
- Михаела Михай (Румъния)
- Марина Войка (Румъния)
- Лиана Антонова (България)
- Маргарета Пъслару (Румъния)
- Анда Кълугъреану (Румъния)
- Йорданка Христова (България)
- Паша Христова (България)
- Анджела Симиля (Румъния)